# محضار عبد الله عقيل
محضار بن عبد الله بن أحمد بن قاسم عقيل (1318هـ - 1404هـ) عضو هيئة كبار العلماء السعودية وأحد قضاة مكة المكرمة سابقًا.

## حياته
ولد بمكة المكرمة في سنة 1318هـ ونشأ في حارة جرول في مكة المكرمة، وتلقى مبادئ القراءة والكتابة والقرآن الكريم في مدرسة الفلاح، وواصل دراسته في حلقات العلم بالمسجد الحرام وبرع في اللغة العربية وعلوم الشريعة. وفي سنة 1344هـ عين قاضياً بالمحكمة الشرعية ثم عضواً في رئاسة القضاء إلى أن تقاعد بناء على طلبه.
كما عُيّن عضواً بهيئة كبار العلماء حيث ترأس أول دورة عقدت في الرياض في الثاني من شهر محرم سنة 1392هـ، ورشح ناظراً لأوقاف السادة العلويين بمكة المكرمة في سنة 1359هـ، وتوفي بمكة في سنة 1404هـ.